# Severozápadní Anglie
Severozápadní Anglie je jedním z 9 regionů, nejvyšších správních celků Anglie. Počet obyvatel regionu je 6 853 200 (2006) a zahrnuje hrabství Cumbria, Lancashire, Velký Manchester, Merseyside a Cheshire. Nejvyšším bodem regionu (a celé Anglie) je Scafell Pike v Cumbrii s výškou 978 m. Dvě největší konurbace Liverpool a Manchester se nacházejí na jihu regionu a jsou nejlidnatějšími centry regionu. Jeho severní část, severní Lancashire a Cumbrie, jsou převážně venkovské oblasti.

## Správa
Region Severozápadní Anglie je rozdělen na následující oblasti:
| Ceremoniální hrabství | Hrabství Unitary authority             | Distrikty |
| --------------------- | -------------------------------------- | --- |
| Cheshire              | Cheshire †                             | Ellesmere Port a Neston, Chester, Crewe a Nantwich, Congleton, Macclesfield, Vale Royal                                       |
| Cheshire              | Warrington (unitary authority)         | |
| Cheshire              | Halton (unitary authority)             | |
| Cumbria †             | Cumbria †                              | Barrow-in-Furness, South Lakeland, Copeland, Allerdale, Eden, Carlisle                                                        |
| Velký Manchester *    | Velký Manchester *                     | Bolton, Bury, Manchester, Oldham, Rochdale, Salford, Stockport, Tameside, Trafford, Wigan                                     |
| Lancashire            | Lancashire †                           | West Lancashire, Chorley, South Ribble, Fylde, Preston, Wyre, Lancaster, Ribble Valley, Pendle, Burnley, Rossendale, Hyndburn |
| Lancashire            | Blackpool (unitary authority)          | |
| Lancashire            | Blackburn a Darwen (unitary authority) | |
| Merseyside *          | Merseyside *                           | Knowsley, Liverpool, St. Helens, Sefton, Wirral                                                                               |

poznámky: nemetropolitní hrabství = † | metropolitní hrabství = *

## Velká města
Obyvatelé regionu tvoří něco přes 13% obyvatelstva Anglie.
Nejlidnatější města regionu Severozápadní Anglie:
- Manchester – (492 000 obyvatel)
- Liverpool – (431 000)
- Preston – (184 000)
- Chester – (77 040)
- Barrow-in-Furness – (71 980)

## Doprava
Hlavní silniční tepnou regionu je dálnice M5 vedoucí přes Penrith, Kendal, Lancaster, Preston, Liverpool a Manchester. Další dálnicí procházející mnoha městy regionu je M6. Největším letištěm v regionu je Letiště Manchester, které roku 2007 odbavilo více než 22 miliónů pasažérů (což je například více než Letiště Los Angeles International). Dalšími důležitými letišti jsou Letiště Johna Lennona Liverpool (5,5 miliónů) Letiště Blackpool. Nejvýznamnější železniční tratí, procházející většinou severozápadu, je West Coast Main Line, kterou doplňují Liverpool to Manchester Lines a North TransPennine. Trajektová doprava je provozována z Liverpoolu se spoji například do Dublinu, na ostrov Isle of Man, z Birkenheadu do Belfastu a Dublinu, Fleetwoodu do Severního Irska a z Heyshamu na ostrov Isle of Man.

## Vzdělávání
V tomto regionu se nachází mnoho univerzit. Většina z nich se vyskytuje na jihu oblasti v okolí Manchesteru a Liverpoolu.
Seznam vysokých škol regionu:
- Manchesterská univerzita - Manchester – největší univerzita v jednom areálu Velké Británie – 36 907 studentů
- Manchesterská metropolitní univerzita - Manchester – jedna z největších univerzit v zemi - 33 490 studentů
- UCLAN - Preston - 28 850 studentů
- Univerzita Johna Moorea - Liverpool - 24 085 studentů
- Liverpoolská univerzita - Liverpool - 20 765 studentů
- Salfordská univerzita - Salford - 20 185 studentů
- Lancasterská univerzita - Lancaster - 17 415 studentů
- Edge Hill University - Ormskirk - 15 645 studentů
- Boltonská univerzita - Bolton - 8 540 studentů
- Liverpool Hope University - Liverpool - 8 205 studentů
- Cumbrijská univerzita - nejmladší univerzita v regionu